# Monstro do lago Nahuel Huapi
Monstro do lago Nahuel Huapi, popularmente conhecido por Nahuelito, e também chamado de El Cuero e El Manto, é um famoso monstro lacustre que supostamente vive nas águas do Lago Nahuel Huapi, que localiza-se na Argentina. A sua existência (ou não) continua a suscitar debate entre os cépticos e os crentes, e é um dos mistérios da criptozoologia.
Clemente Onelli, diretor do Zoológico de Buenos Aires, coleciona testemunhos esporádicos do Nahuelito datados desde 1897. Desses relatos, o mais famoso ficou sendo o do americano Martin Sheffield, que, em 1922, descreveu o bicho com traços como "um pescoço longo de cisne e movimentos ágeis que sugeriam um corpo de jacaré".